# (73117) 2002 GF51
(73117) 2002 GF51 – planetoida z pasa głównego asteroid okrążająca Słońce w ciągu 3,69 lat w średniej odległości 2,39 j.a. Odkryta 5 kwietnia 2002 roku.